# Arte dei Medici e Speziali
Arte dei Medici e Speziali – jeden z siedmiu włoskich cechów rzemieślniczych istniejących w XIV -XVIII wieku.  
Arte dei Medici e Speziali był jednym z najbardziej prestiżowych i wpływowych cechów we Florencji. Istniał od 1313 roku do 1781. Cechy skupiały w swych szeregach rzemieślników, kupców, pracowników z pokrewnych zawodów. Wszyscy posiadali podobne polityczne, społeczne i ekonomiczne zainteresowania. Malarze zostali włączeni do tego samego cechu co doktorzy i farmaceuci, ponieważ mieszanie pigmentów było pokrewne do mieszania leków. Obie wymagały znajomości chemii. Do cech należeli przeważnie  ludzie bogaci, którzy osiągnęli wysoki społeczny stan. 
Do cechu Arte dei Medici e Speziali należał między innymi Dante, Cipriani Giovanni Battista, Cipriani Filippo, Gotti Tommaso.